# 中村浩 (考古学者)
中村 浩（なかむら ひろし、1947年（昭和22年）2月15日-　）は、日本の考古学者、大阪大谷大学名誉教授。

## 経歴
大阪府富田林市生まれ。1969年（昭和44年）立命館大学文学部日本史学専攻卒業。大阪府教育委員会文化財保護課勤務を経て、大谷女子大学文学部専任講師、助教授、教授、校名変更で大阪大谷大学文化財学科教授。2013年（平成25年）定年、名誉教授。2001年（平成13年）『和泉陶邑窯の歴史的研究』で立命館大文学博士。高野山真言宗龍泉寺住職。専攻は、日本考古学、博物館学、民族考古学（東アジア窯業史）、日本仏教史。
大阪府南部に分布する古墳時代の須恵器の窯跡群である「陶邑窯跡群」について精力的な研究を行い、その須恵器の編年は、「中村編年」として知られる。

## 著書
- 『須恵器』ニュー・サイエンス社 考古学ライブラリー 1980 ISBN 978-4821603053
- 『和泉陶邑窯の研究 須恵器生産の基礎的考察』柏書房 1981 ISBN 978-4760101559
- 『窯業遺跡入門』ニュー・サイエンス社 考古学ライブラリー 1982
- 『古代窯業史の研究』柏書房 1985 ISBN 978-4760102754
- 『古墳文化の風景』雄山閣出版 1988 ISBN 978-4639007692
- 『須恵器 研究入門』柏書房 1990 ISBN 978-4760105700
- 『和泉陶邑窯の研究 須恵器生産の基礎的考察』柏書房 1991 ISBN 978-4760106554
- 『須恵器窯跡の分布と変遷』雄山閣出版 1992 ISBN 978-4639010975
- 『古墳時代須恵器の編年的研究』柏書房 ポテンティア叢書 1993 ISBN 978-4760109937
- 『考古学で何がわかるか 私の考古学概論』芙蓉書房出版 1997 ISBN 978-4829502006
- 『古墳時代須恵器の生産と流通』雄山閣出版 1999 ISBN 978-4639015802
- 『博物館学で何がわかるか』芙蓉書房出版 何がわかるかブックス 1999 ISBN 978-4829502310
- 『和泉陶邑窯出土須恵器の型式編年』芙蓉書房出版 2001 ISBN 978-4829502785
- 『和泉陶邑窯の歴史的研究』芙蓉書房出版 2001 ISBN 978-4829502778
- 『ぶらりあるきパリの博物館』芙蓉書房出版 2005 ISBN 978-4829503621
- 『泉北丘陵に広がる須恵器窯 陶邑遺跡群』新泉社 シリーズ「遺跡を学ぶ」 2006 ISBN 978-4787706386
- 『ぶらりあるきウィーンの博物館』芙蓉書房出版 2006 ISBN 978-4829503690
- 『ぶらりあるきロンドンの博物館』芙蓉書房出版 2006 ISBN 978-4829503799
- 『ぶらりあるきミュンヘンの博物館』芙蓉書房出版 2007 ISBN 978-4829504093
- 『ぶらりあるきオランダの博物館』芙蓉書房出版 2008 ISBN 978-4829504321
- 『須恵器から見た被葬者像の研究』芙蓉書房出版 2012 ISBN 978-4829505533
- 『ぶらりあるきマレーシアの博物館』芙蓉書房出版 2012 ISBN 978-4829505595
- 『ぶらりあるきバンコクの博物館』芙蓉書房出版 2012 ISBN 978-4829505625
- 『ぶらりあるき香港・マカオの博物館』芙蓉書房出版 2012 ISBN 978-4829505670
- 『ぶらりあるきシンガポールの博物館』芙蓉書房出版 2013 ISBN 978-4829505830
- 『ぶらりあるき台北の博物館』芙蓉書房出版 2013 ISBN 978-4829506097
- 『ぶらりあるきベトナムの博物館』芙蓉書房出版 2014 ISBN 978-4829506264
- 『ぶらりあるきマニラの博物館』芙蓉書房出版 2015 ISBN 978-4829506431
- 『ぶらりあるきインドネシアの博物館』芙蓉書房出版 2015 ISBN 978-4829506554
- 『ぶらりあるきカンボジアの博物館』芙蓉書房出版 2015 ISBN 978-4829506738
- 『ぶらりあるきミャンマー・ラオスの博物館』芙蓉書房出版 2016 ISBN 978-4829506806
- 『ぶらりあるきチェンマイ・アユタヤの博物館』芙蓉書房出版 2016 ISBN 978-4829507018
- 『ぶらりあるき北海道の博物館』芙蓉書房出版 2017 ISBN 978-4829507254
- 『ぶらりあるき韓国済州島の博物館』芙蓉書房出版 2019 ISBN 978-4829507643
- 『ぶらりあるきお酒の博物館』芙蓉書房出版 2024 ISBN 978-4829508787

### 共編著
- 『須恵器集成図録 第1-2巻 近畿編 1-2』藤原学共編 雄山閣出版 1995-96
- 『須恵器集成図録 第6巻 補遺・索引編』監修・編 雄山閣出版 1997
- 『古墳出土須恵器集成』全6巻 編 雄山閣出版 1998－2002
- 『土師器と須恵器』望月幹夫共編 雄山閣出版 普及版・季刊考古学 2001 ISBN 978-4639017370
- 『ぶらりあるき沖縄・奄美の博物館』池田榮史共著 芙蓉書房出版 2014 ISBN 978-4829506226
- 『観光資源としての博物館』青木豊共編著 芙蓉書房出版 2016 ISBN 978-4829506776
- 『ぶらりあるき釜山・慶州の博物館』池田榮史・木下亘共著 芙蓉書房出版 2019 ISBN 978-4829507605
- 『ぶらりあるきソウルの博物館』木下亘共著 芙蓉書房出版 2023 ISBN 978-4829508558